# Nước uống tăng lực

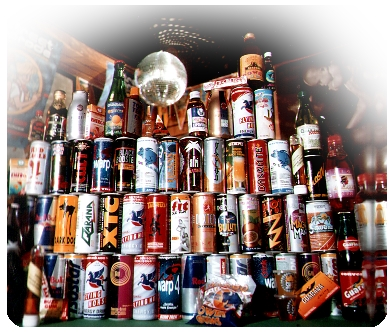
Các loại nước uống tăng lực

Nước uống tăng lực là một loại thức uống có chứa các chất kích thích, thường gồm có caffein, được bán trên thị trường với công dụng kích thích tinh thần và thể chất (được tiếp thị là có "năng lượng", nhưng cần phân biệt với năng lượng thực phẩm). Sản phẩm có hoặc không có ga và phần nhiều cũng chứa đường hoặc chất làm ngọt khác, chiết xuất từ thảo dược, taurin và amino acid. Chúng nằm trong nhóm lớn của sản phẩm năng lượng, bao gồm các thanh và gel, và khác với đồ uống thể thao, được quảng cáo để nâng cao hiệu suất thể thao. Có rất nhiều nhãn hiệu kinh doanh về loại thức uống này.
Cà phê, trà và các loại đồ uống có chứa caffeine tự nhiên khác thường không được xem là nước uống tăng lực. Cũng như, các loại nước ngọt khác như cola có thể chứa caffein, nhưng cũng không phải là nước uống tăng lực. Một số đồ uống có cồn, như Buckfast Tonic Wine, chứa caffeine và các chất kích thích khác. Theo Mayo Clinic, tiêu thụ tổng 400 mg caffeine một ngày loại thực uống này an toàn cho người lớn có sức khỏe bình thường. Được xác nhận bởi một hội đồng thuộc Cơ quan an toàn thực phẩm châu Âu, cũng kết luận rằng lượng caffeine uống vào 400 mg mỗi ngày không làm tăng mối lo ngại sức khỏe cho người lớn. Theo ESFA, nó tương đương với 4 tách cà phê (90 mg mỗi cốc) hoặc 5 lon tiêu chuẩn (250 ml) của thức uống tăng lực (80 mg).
Nước uống tăng lực mang tác dụng của caffeine và đường được cung cấp, nhưng có rất ít hoặc không có bằng chứng cho thấy sự đa dạng của các thành phần khác có tác dụng tương tự.. Hầu hết ảnh hưởng của thức uống tăng lực lên hiệu suất nhận thức, như tăng sự chú ý và tốc độ phản ứng, chủ yếu là do sự có mặt của caffein..Tuy nhiên, những nghiên cứu khác, mô tả tác dụng nâng cao hiệu suất có được khi kết hợp nhiều thành phần khác nhau.. Nước uống tăng lực thường được quảng cáo giúp tăng cường sức mạnh cơ bắp và sức chịu đựng, nhưng vẫn không có sự đồng thuận của bằng chứng khoa học cho những tuyên bố này. Nước uống tăng lực có mối liên kết với yếu tố nguy cơ tác động sức khỏe, như tăng tỷ lệ thương tích khi sử dụng kết hợp với rượu, và tiêu thụ vô độ hoặc lặp đi lặp lại có thể dẫn đến những căn bệnh về tim và bệnh tâm thần.